# Für alle Fälle Stefanie
Für alle Fälle Stefanie est une série télévisée allemande diffusée de 1995 à 2005 sur la chaîne Sat.1.

## Historique
Lors de son développement, la série portait le titre Stefanie – Schwester mit Herz. Les premiers épisodes de la série sont rediffusés en 1998 sous ce titre.

## Synospsis
Stefanie Engel, infirmière et mère de famille, travaille à l'hôpital Luisen de Berlin. Elle est très ouverte d'esprit et essaie d'aider les autres dès qu'elle le peut. Dans le 51e épisode, Stefanie Engel épouse Adrian Deters, le fils d'un propriétaire d'une compagnie maritime, qui avait auparavant sauvé la fils de son fils Alexander. Après son mariage, Engel quitte l'hôpital Luisen.
Elle est remplacée par l'infirmière Stephanie Wilde, qui devient bientôt aussi populaire qu'elle à l'hôpital. Mais lorsque Wilde tombe enceinte, elle quitte également l'hôpital pour épouser son petit ami. Dans le même temps, l'infirmière Fanny Stephan est admise à l'hôpital. Elle sera plus tard appelée « Stefanny ». Après avoir été trompée par le Dr Forch avec qui elle avait une relation, elle est licenciée de l'hôpital.
Stephanie Wilde revient ensuite dans la série, mais elle décède plus tard dans un accident.
Stefanie Engel retourne également à l'hôpital Luisen. Elle est maintenant médecin et doit désormais maîtriser son quotidien de médecin.

## Distribution (liste partielle)
- Kathrin Waligura : Stefanie Engel (1995-1996, 2004)
- Claudia Schmutzler : Stephanie Wilde (1997-1999, 2000–2004)
- Julia Hentschel : Fanny Stephan (1999-2000)
- Walfriede Schmitt : Klara Junge, née Mehring (1995-2003)
- Ulrike Mai : Elke Richards (1995-2003)
- Andrea Solter : Claudia Willecke (1995-1997)
- Christoph Schobesberger : Dr. Johannes Stein (1995-2003)
- Klaus Mikoleit : Pr Friedhelm Günther (1995-2000)
- David Bunners : Dr Markus Meier-Liszt (1997-1999, 2001-2004)
- Jaecki Schwarz : Pr Justus Friedländer (1997-2000, 2003)
- Klaus Lehmann : Dr. Eugen Stamm (1995-1996)
- Isabelle von Siebenthal : Pr Heidrun Simrath (1995)
- Julia Grimpe : Paula Busch (2002-2003)
- Herbert Trattnigg : Dr Jonas Nerlinger (1996-1998)
- Stefan Walz : Dr Meinhard Forch (1999-2001)
- Constanze Roeder : Dr Dagmar Berger (1996-2001)
- Bernd-Uwe Reppenhagen : Dr Olaf Zehler (1996-2000)
- Christiane Brammer : Iris Melba-Eckelt (2001-2002)
- Adisat Semenitsch : Maria Mbonga (1998-2002)
- Jacqueline Svilarov : Franziska « Fränzi » Martens (1998-2003)
- Melanie Rühmann : Maike (1998-1999)
- Tania Hron : Margarete "Maxi" Zartmann(1995-1997)
- Martin Halm : Dr Timo Lennart (1995-1996)
- Carolina Vera : Sevinc Bilin (1995)
- Martin Kluge : Carl Freiherr Eber von Ambusch (1996-1997)
- Rhea Harder : Jana Stein (1996, 1997, 2002, 2003)
- Jürgen F. Schmid : Dr Mark Tenschert (1995)
- Daniel Morgenroth : Frederik May (1998-2001)
- Peter Schiff : Gottlieb Giese (1995-1996)
- Nicolás Artajo : Alexander Engel (1995-1996)
- Melanie Rühmann : Meike Müller (1998-1999)
- Alexander Heidenreich : Tom (1995)
- Jens Nünemann : Christoph Krüger (2003)
- Martin Umbach : Peter Engel (1995)
- Eva Medusa Gühne : Notärztin Dr.Kreidel (2002)
- Maik Stephan Behrendt : Lucas Seitz (2002)

## Diffusion à l'international
- Italie : sur Canale 5 et Rete 4 sous le titre Stefanie[2],[3], puis à partir de décembre 2012 sur Sat2000 sous le titre Stefanie, un angelo in corsia[2].

## Prix et distinctions
- 1996 : Bayerischer Fernsehpreis
- 1997 : Goldene Kamera

## Série dérivée
La série dérivée Stefanie – Eine Frau startet durch est diffusée par Sat.1 de 2003 à 2004, avec les acteurs Kathrin Waligura, Jaecki Schwarz, David Bunners, Sven Martinek, Burkhard Schmeer, Lars Steinhöfel et Joy Stenwald. Elle est cependant interrompue par la chaîne à l'issue de la première saison de 23 épisodes.